# 大里町 (埼玉県)
大里町（おおさとまち）は、埼玉県の北部に位置していた町である。2005年10月1日、熊谷市および大里郡妻沼町と合併し、新しい熊谷市の一部となったため消滅した。
町名の由来は古代から続いている大里郡の郡名にちなむ。

## 地理
西の比企丘陵と東の荒川に挟まれた地域にあった。領域の低地一帯は条里制の遺構を遺す田園地帯であった。南部の一部は洪積層の丘陵地に位置する。
- 河川 - 荒川、和田吉野川、和田川、通殿川、文覚川
- 池沼 - 真澄沼、三階沼、切所沼、鏡ケ淵

### 隣接していた自治体
- 熊谷市
- 東松山市
- 北足立郡
  - 吹上町
- 比企郡
  - 吉見町

## 歴史

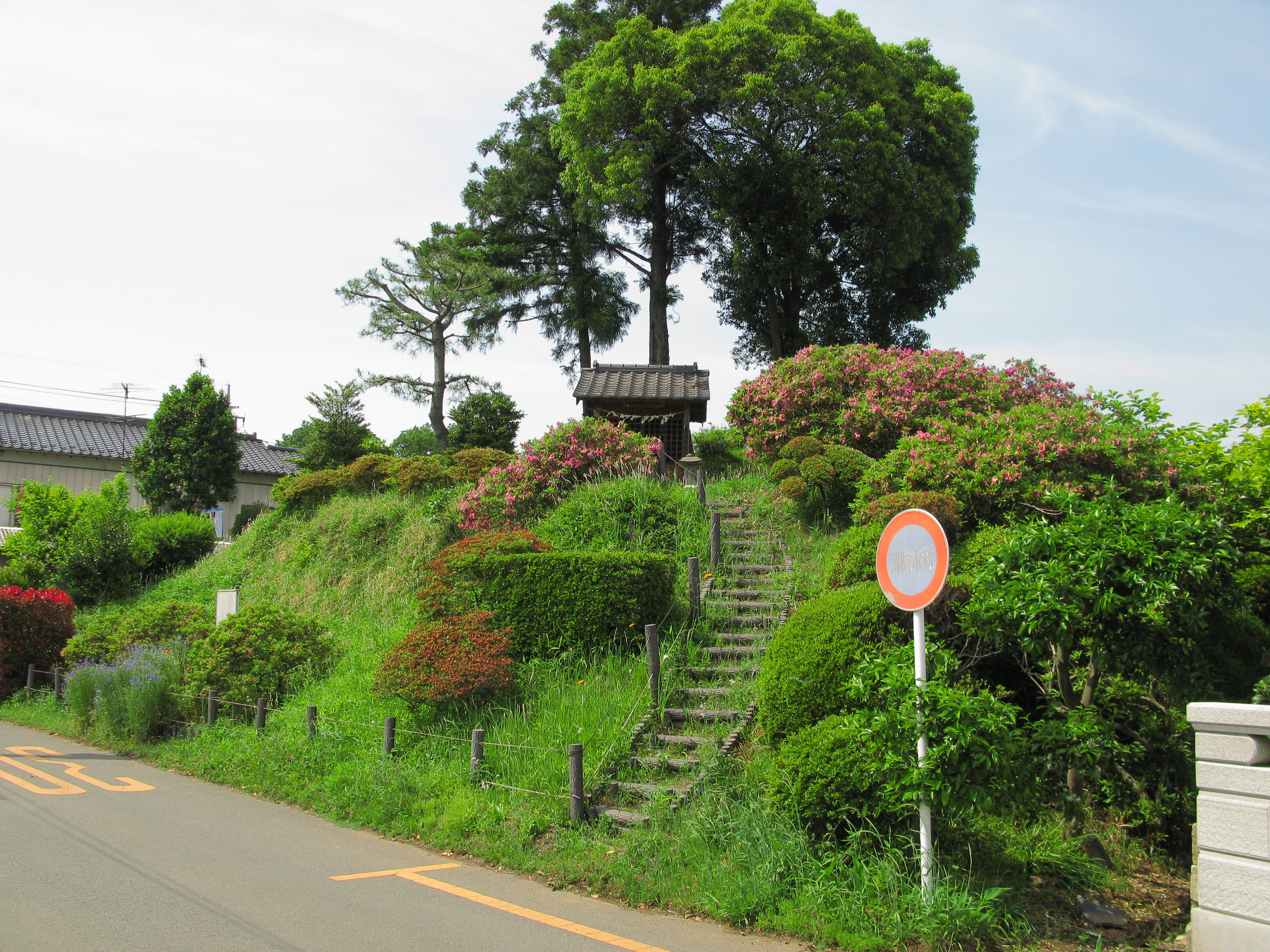
とうかん山古墳

古代の武蔵国大里郡市田郷（市田付近）、横見郡御坂郷（吉見付近）の地で、6世紀後半の前方後方墳とうかん山古墳（全長74m）が残る。

### 沿革
- 1955年（昭和30年）1月1日 - 大里郡市田村・吉見村が合併して大里村が成立した[3][4]。役場を大字吉所敷に設置。
- 2002年（平成14年）4月1日 - 町制施行し大里町となる[2]。日本では最後の単独町政を施行した村となった。
- 2005年（平成17年）9月27日 - 大里町閉町式開催。
- 2005年（平成17年）10月1日 - 熊谷市・大里郡妻沼町と合併（新設合併）し、新たに熊谷市となる。

## 行政

### 歴代首長
| 代（村） | 氏名     | 就任年月日    | 退任年月日    |
| -------- | -------- | ------------- | ------------- |
| 初       | 武田一好 | 1955年2月11日 | 1959年2月10日 |
| 2        | 小林種慶 | 1959年2月11日 | 1963年2月10日 |
| 3 - 4    | 金子敬司 | 1963年2月11日 | 1971年1月17日 |
| 5        | 武田一好 | 1971年1月18日 | 1975年1月17日 |
| 6 - 9    | 堀茂平   | 1975年1月18日 | 1991年1月17日 |
| 10 - 12  | 吉原文雄 | 1991年1月18日 | 2002年3月31日 |
| 代（町） | 氏名     | 就任年月日    | 退任年月日    |
| 初 - 2   | 吉原文雄 | 2002年4月1日  | 2005年9月30日 |

## 地域

### 学校

#### 小学校
- 大里町立吉見小学校
- 大里町立市田小学校

#### 中学校
- 大里町立大里中学校

### 県の施設
- 埼玉県文化財収蔵施設
- 熊谷警察署大里駐在所

## 経済
米麦二毛作が中心で近郊型農業や花卉栽培もさかんである。

## 交通

### 国道
- 国道407号

### 県道

#### 主要地方道
- 埼玉県道66号行田東松山線

#### 一般県道
- 埼玉県道257号冑山熊谷線
- 埼玉県道307号福田吹上線
- 埼玉県道345号大里久保田下青鳥線

### バス
- コミュニティバス「ひまわり号」
- 国際十王バス 熊谷駅 - 東松山駅線（冑山地区を経由）

## 提携都市

### 国内
- 大里村（沖縄県）
  - 1990年（平成2年）友好都市提携

## 名所・旧跡・観光スポット・祭事・催事
- おおさとまつり（11月下旬）
- 恩田のささら獅子舞（8月下旬）
- 甲山古墳
- 埼玉県立埋蔵文化財センター
- 長島記念館
- 保安寺（あじさい寺）
- 桜リバーサイドパーク
- おしっさま（津田新田）

## 出身有名人
- 根岸友山（幕末の剣客）
- 根岸武香（名誉町民。政治家、貴族院議員）
- 長島恭助 (名誉町民。銀行家、社会福祉活動家)
- 山岸範宏（プロサッカー選手・日本代表・浦和レッズ所属）